# Krammer Sándor
Krammer Sándor, Krámer (Esztár, 1898. március 20. – Budapest, 1920. május 19.) nyomdász, kommunista pártmunkás, a KMP alapító tagja, Bojti János politikus nagybátyja.

## Élete

### A kezdetek
Nagyváradon járt középiskolába, s itt is kapcsolódott be a munkásmozgalomba. Az első világháború kitörésének évében a Szabadság Munkásképző Egylet budapesti titkára, majd elnöke, mígnem 1915-ben kizárták. Ezután besorozták, s az olasz frontra került, részt vett az Isonzó melletti harcokban. 1918 októberében tért vissza Magyarországra, s csatlakozott a forradalmi szocialistákhoz. Alapító tagja volt a Kommunisták Magyarországi Pártjának, illetve az Ifjúmunkások Országos Szövetségének. Ezután a KMP katonai bizottságának titkáraként működött, s az egyik szervezője lett a Vörös Gárdának. A Vörös Ujság kiadóhivatalának munkatársa volt, mígnem 1919 februárjában számos kommunistával együtt letartóztatták, s társaihoz hasonlóan a Magyarországi Tanácsköztársaság kikiáltása napján (1919. március 21.) engedték csak szabadon.

### A kommün alatt
A Magyarországi Tanácsköztársaság alatt 1919 április idusáig a Budapesti Forradalmi Törvényszék vádbiztosaként működött, illetve a Vörös Hadsereg politikai biztosa volt. 1919 májusában a déli fronton szolgált, Hamburger Jenő parancsnoksága alatt, s a komáromi védőszakaszra parancsnokságára rendelték. Tagja volt a Budapesti Központi Forradalmi Munkás- és Katonatanácsnak. A Tolna vármegyei (pl. szekszárdi) "ellenforradalmakat" júniusban és júliusban a vasmunkásokból toborzott különleges katonai-karhatalmi különítményével verte le.

### A bukás után
A kommün bukása után a Szerb-Horvát-Szlovén Királyság területére menekült a számonkérés elől, ám az ellene kiadott elfogatóparancs alapján 1919. november 15-én letartóztatták. A korabeli sajtó így írt erről: 
Elfogtak két veszedelmes kommunistát
Az államügyészség még a mult esztendőben elfogatóparancsot adott ki Krammer Sándor és Pervanger Mihály kommunisták ellen akikkel a mult héten Szegeden letartóztatták. Krammer Sándor egyike volt a legvérengzőbb és legkegyetlenebb kommunistáknak.
 1920. február 13-án kiadták a magyar hatóságoknak. Több pere volt, amelyekben többek közt gyilkossággal, bűnrészességgel, személyes szabadság megsértésének vétségével izgatással, hatóság elleni erőszakkal, hivatali sikkasztással vádolták.
1920. április 14-én halálra ítélték, s a Margit körúti fegyház udvarán kivégezték.